# Handbal Sint-Truiden
Handbal Sint-Truiden is een Belgische handbalclub uit de Limburgse stad Sint-Truiden. De vrouwen komen uit in de Eerste nationale, de hoogste nationale afdeling. In de herencompetitie komt de club uit in de Tweede nationale.

## Geschiedenis
De damesploeg startte in september 1977 onder de naam Juventus Melveren in de provinciale reeksen. In het tweede seizoen behaalde de damesploeg een eerste provinciale titel. In 1979 nam ook de herenploeg voor het eerst deel aan de provinciale reeksen. Om ook een graantje mee te pikken van de successen van de plaatselijke voetbalploeg STVV, werd de naam van Juventus Melveren veranderd in Sint-Truidense Handbalvereniging.
Het damesteam kon een eerste maal een promotie naar 's lands hoogste afdeling afdwingen in 1984. Toen werd het een heen en terug, maar in het daarop volgende seizoen veroverde de damesploeg opnieuw de promotie naar eredivisie, waar ze sindsdien onafgebroken spelen. Het seizoen 2005/06 werd een gloriejaar voor STHV. De vrouwenploeg werd voor het eerst kampioen van België, de herenploeg steeg naar de tweede nationale afdeling. 
Daarna behaalde de damesploeg nog enkele tweede en derde plaatsen, maar nationaal kampioen kon Handbal Sint-Truiden, zoals de club sinds 2009 heet, lange tijd niet meer worden. In 2010 werd wel voor het eerst de Beker van België in de wacht gesleept. De herenploeg werd in 2013 kampioen in de tweede afdeling, waardoor promotie afdwong naar de hoogste afdeling. De club besliste echter niet te stijgen omdat het dit financieel onhaalbaar achtte. In 2017 werd het damesteam voor de tweede keer in de geschiedenis kampioen van België. Een jaar later won Sint-Truiden zowel het landskampioenschap als de Beker van België, goed voor de eerste dubbel in de clubgeschiedenis. Ook in 2023, 2024 en 2025 werd de dubbel behaald. In totaal won Handbal Sint-Truiden reeds zes landstitels en zes Bekers van België.

## Resultaten

### Dames

#### België
| Seizoen | Klasse | Klasse | Klasse | Klasse | Reeks            | Opmerkingen                                                             | Beker van België |
|         | I      | II     | III    | IV     |                  |                                                                         | Beker van België |
| ------- | ------ | ------ | ------ | ------ | ---------------- | ----------------------------------------------------------------------- | ---------------- |
| 2005/06 | 1      |        |        |        | Eerste nationale |                                                                         | 1/4              |
| 2006/07 | 2      |        |        |        | Eerste nationale |                                                                         | 1/4              |
| 2007/08 | 2      |        |        |        | Eerste nationale |                                                                         | 1/2              |
| 2008/09 | 6      |        |        |        | Eerste nationale |                                                                         | 1/4              |
| 2009/10 | 3      |        |        |        | Eerste nationale | Winst finale Beker van België tegen Initia HC Hasselt (31-25)           | Winnaar          |
| 2010/11 | 2      |        |        |        | Eerste nationale |                                                                         | 1/2              |
| 2011/12 | 3      |        |        |        | Eerste nationale |                                                                         | 1/2              |
| 2012/13 | 3      |        |        |        | Eerste nationale | Verlies finale Beker van België tegen HC Wezet (26-36)                  | Finale           |
| 2013/14 | 4      |        |        |        | Eerste nationale | Verlies finale Beker van België tegen HC Wezet (26-31)                  | Finale           |
| 2014/15 | 3      |        |        |        | Eerste nationale |                                                                         | 1/8              |
| 2015/16 | 7      |        |        |        | Eerste nationale |                                                                         | 1/2              |
| 2016/17 | 1      |        |        |        | Eerste nationale | Verlies finale Beker van België tegen HC Wezet (23-24)                  | Finale           |
| 2017/18 | 1      |        |        |        | Eerste nationale | Winst finale Beker van België tegen Initia HC Hasselt (28-19)           | Winnaar          |
| 2018/19 | 2      |        |        |        | Eerste nationale | Winst finale Beker van België tegen Initia HC Hasselt (31-24)           | Winnaar          |
| 2019/20 | -      |        |        |        | Eerste nationale | Competitie en Beker van België niet afgewerkt vanwege COVID-19-pandemie | -                |
| 2020/21 | -      |        |        |        | Eerste nationale | Competitie en Beker van België niet afgewerkt vanwege COVID-19-pandemie | -                |
| 2021/22 | 2      |        |        |        | Eerste nationale |                                                                         | 1/2              |
| 2022/23 | 1      |        |        |        | Eerste nationale | Winst finale Beker van België tegen KTSV Eupen (22-21)                  | Winnaar          |
| 2023/24 | 1      |        |        |        | Eerste nationale | Winst finale Beker van België tegen Hubo Handbal (28-26)                | Winnaar          |
| 2024/25 | 1      |        |        |        | Eerste nationale | Winst finale Beker van België tegen HC Sprimont (23-21)                 | Winnaar          |

#### Europa
| Seizoen | Competitie           | Ronde | Land               | Club                 | Score        |
| ------- | -------------------- | ----- | ------------------ | -------------------- | ------------ |
| 1989/90 | EHF Cup              | 1R    | Vlag van Nederland | PSV Eindhoven        | 9-23         |
| 1998/99 | EHF Cup              | 1R    | Vlag van Cyprus    | Anorthosis Famagusta | 35-10, 32-11 |
| 1998/99 | EHF Cup              | 2R    | Vlag van Hongarije | Győri ETO KC         | 16-41, 10-36 |
| 2003/04 | EHF Challenge Cup    | 1R    | Vlag van Frankrijk | ACH Le Havre         | 19-34, 11-37 |
| 2004/05 | EHF Cup              | 1R    | Vlag van Luxemburg | HBC Bascharage       | 21-19, 16-27 |
| 2006/07 | EHF Cup              | 1R    | Vlag van België    | HC Wezet             | 19-19, 16-22 |
| 2010/11 | EHF Cup Winners' Cup | 1R    | Vlag van Zweden    | Lugi HF              | 16-37, 18-33 |
| 2017/18 | EHF Cup              | 1R    | Vlag van Duitsland | HSG Blomberg-Lippe   | 19-46, 16-42 |

### Heren

#### België
| Seizoen | Klasse | Klasse | Klasse | Klasse | Reeks            | Opmerkingen                                                 | Beker van België |
|         | I      | II     | III    | IV     |                  |                                                             | Beker van België |
| ------- | ------ | ------ | ------ | ------ | ---------------- | ----------------------------------------------------------- | ---------------- |
| 2005/06 |        | 8      |        |        | Tweede nationale |                                                             | 1/8              |
| 2006/07 |        | 10     |        |        | Tweede nationale |                                                             | 1/8              |
| 2007/08 |        | 4      |        |        | Tweede nationale |                                                             | 1/64             |
| 2008/09 |        | 8      |        |        | Tweede nationale |                                                             | 1/16             |
| 2009/10 |        | 6      |        |        | Tweede nationale |                                                             | 1/32             |
| 2010/11 |        | 4      |        |        | Tweede nationale |                                                             | 1/16             |
| 2011/12 |        | 7      |        |        | Tweede nationale |                                                             | 1/64             |
| 2012/13 |        | 1      |        |        | Tweede nationale | Ondanks de titel besloot HB Sint-Truiden niet te promoveren | 1/8              |
| 2013/14 |        | 6      |        |        | Tweede nationale |                                                             | 1/16             |
| 2014/15 |        | 5      |        |        | Tweede nationale |                                                             | 1/16             |
| 2015/16 |        | 4      |        |        | Tweede nationale |                                                             | 1/8              |
| 2016/17 |        | 5      |        |        | Tweede nationale |                                                             | 1/32             |
| 2017/18 |        | 4      |        |        | Tweede nationale |                                                             | 1/32             |
| 2018/19 |        | 4      |        |        | Tweede nationale |                                                             | 1/32             |
| 2019/20 |        | -      |        |        | Tweede nationale | Competitie niet afgewerkt vanwege COVID-19-pandemie         | 1/64             |
| 2020/21 |        | -      |        |        | Tweede nationale | Competitie niet afgewerkt vanwege COVID-19-pandemie         | Forfait          |
| 2021/22 |        | 6      |        |        | Tweede nationale |                                                             | 1/16             |
| 2022/23 |        | 4      |        |        | Tweede nationale |                                                             | 1/64             |
| 2023/24 |        | 5      |        |        | Tweede nationale |                                                             | 1/32             |
| 2024/25 |        | 5      |        |        | Tweede nationale |                                                             | 1/16             |

## Erelijst

### Dames
- Belgisch landskampioenschap

Winnaar (6): 2005/06, 2016/17, 2017/18, 2022/23, 2023/24, 2024/25
- Beker van België

Winnaar (6): 2009/10, 2017/18, 2018/19, 2022/23, 2023/24, 2024/25

## Bekende (ex-)spelers
- Véronique Bormans
- Nicky Houba
- Sarina Leenen
- Femke Remels